# جورج تومسون (سياسي أمريكي)
جورج تومسون (بالإنجليزية: George Thompson)‏ هو محامي وسياسي أمريكي، ولد في 6 يوليو 1918 في إلسورث في الولايات المتحدة، وتوفي في 11 نوفمبر 1982 في الولايات المتحدة. حزبياً، نشط في Republican Party of Wisconsin ‏.